# 60 minuti
60 minuti (60 Minuten) è un film del 2024 diretto da Oliver Kienle.

## Trama
Quando il lottatore di arti marziali Octavio Bergmann deve raggiungere il compleanno della figlia entro un'ora per evitare che gli venga tolta la custodia, dovrà abbandonare un incontro truccato e raggiungerla il prima possibile e questo non piacerà ad alcuni scommettitori che hanno puntato le loro somme su di lui.

## Distribuzione
Il film è stato distribuito sulla piattaforma Netflix a partire dal 19 gennaio 2024.